# Виктор Мавр
Виктор Мавр Медиоланский (Victor Maurus, род. III век, Мавритания; умер ок. 303 год, Милан или Лоди-Веккьо) — святой воин, мученик. День памяти — 8 мая и 14 мая.
Святой Виктор Мавр родился в христианской семье. Он состоял воином в Преторианской Гвардии Римской империи. Согласно житию, он стал оскорблять языческих богов, говоря, что они демоны, затем объявил себя христианином перед императором Максимианом, после чего был схвачен, подвергнут мучениям за отказ принести жертву языческим богам, но остался невредимым, затем бежал, но был найден и казнён. Считается, что это произошло около 303 года в Милане или недалеко от Милана в Лоди-Веккьо.

## Почитание
Около 313 года миланский епископ Матерн перенес мощи святого Виктора на кладбище христианских мучеников в Милане. Святитель Григорий Турский отмечал чудеса, происходившие на его могиле. Над ней впоследствии была воздвигнута усыпальница в честь святого Виктора, покрытая великолепными мозаиками в V веке. Предполагается, что в куполе усыпальницы на золотом фоне изображен мученик Виктор. Эта усыпальница в настоящее время является одной из боковых капелл базилики святого Амвросия Медиоланского и называется Святой Виктор в Золотом Небе (San Vittore in Ciel d’Oro). Впоследствии мощи мученика были перенесены в недалеко от неё расположенную базилику Сан-Витторе-аль-Корпо, где находятся и в настоящее время. Миланскому приходу Русской Православной Церкви во имя святителя Амвросия Медиоланского по вторникам разрешено проводить в ней акафист святому Виктору.
Мученика Виктора очень почитал святой Амвросий Медиоланский, который написал в честь мученика гимн и похоронил рядом с ним своего брата Сатира.
В честь святого были воздвигнуты многие храмы по всей Миланской епархии. В Милане этому святому было посвящено несколько церквей.
Святой Виктор Мавр почитается покровителем города Варесе.